# Copiula derongo
Espèce
Synonymes
- Austrochaperina derongo Zweifel, 2000

Statut de conservation UICN

 LC  : Préoccupation mineure
Copiula derongo est une espèce d'amphibiens de la famille des Microhylidae.

## Répartition

Aire de répartition de Austrochaperina derongo.

Cette espèce est endémique de Nouvelle-Guinée. Elle est présente entre 80 et 1 520 m d'altitude,.

## Description
Copiula derongo mesure jusqu'à 37 mm pour les mâles et jusqu'à 42 mm pour les femelles.

## Étymologie
Son nom d'espèce, derongo, lui a été donné en référence à Derongo, le village dont proviennent de nombreux spécimens de cette espèce.

## Publication originale
- Zweifel, 2000 : Partition of the Australopapuan microhylid frog genus Sphenophryne with descriptions of new species. Bulletin of the American Museum of Natural History, vol. 253, p. 1-130 (texte intégral).